# محمد امین عالی پاشا
محمد امین عالی پاشا (به ترکی: Mehmed Emin Âli Paşa؛ ۵ مارس ۱۸۱۵ - ۷ سپتامبر ۱۸۷۱) یکی از سیاستمداران برجسته دوره تنظیمات، در اواسط قرن نوزدهمِ امپراتوری عثمانی و محرک اصلی فرمان اصلاحاتی بود که در سال ۱۸۵۶ صادر شد.
محمد امین علی پاشا در سال ۱۸۵۶ به عنوان صدر اعظم امپراتوری عثمانی شاهد انعقاد عهدنامه پاریس بود که به جنگ کریمه پایان داد. وی پس از ماه‌ها بیماری در ۷ سپتامبر ۱۸۷۱ در استانبول درگذشت.